# Де Сета, Витторио
Витторио Де Сета (итал. Vittorio De Seta, 15 октября 1923, Палермо — 29 ноября 2011, Калабрия) — итальянский режиссёр.
Витторио родился в Палермо 15 октября 1923 года в знатной семье, происходящей из Калабрии. В юности он вращался в аристократическом мирке Палермо — этого центра Сицилии, но вскоре уехал в Рим. Затем он служил в итальянских морских силах, а с 1943 по 1945 гг. был узником немецкого концентрационного лагеря, отказавшись присоединиться к военным формированиям Республики Сало.
Его карьера в кино началась в 1953 году: он был вторым помощником режиссёра у Марио Кьяри, снимавшего эпизод для фильма «Любовные истории первой века» (1953).
Нетерпимый в столкновениях с «официальным» кинематографом, он его покинул и снял совместно с Вито Пандольфи документальный фильм «Пасха на Сицилии» (1955).

## Фильмография
- 1955 — Время ловли меч-рыбы / Lu tempu di li pisci spata. 35 мм цвет 11 мин.
- 1955 — Огненные острова (Производство: Репортфильм и Витторио Де Сета) 35 мм ш/э цвет 11 мин. (Первая премия за документальный фильм. Канн)
- 1955 — Серные рудники / Surfarara (Оператор и монтажер: В.Де Сета)35 мм ш/э 10 мин. (Серебряная пластина-премия «Давид» Донателло,1965-57).
- 1955 — Пасха на Сицилии / Pasqua in Sicilia (с Вито Пандольфи, 35 мм ш/э 11 мин). «Золотой орех» — премия Дуно (Джорджо Боргато),1957.
- 1956 — Крестьяне моря / Contadini del mare.1955 (Производство: Астра Чинематографика) 35 мм ш/э 10 мин. (Первая премия за документальный фильм. Мангейм,1956).
- 1955 — Золотая парабола / Parabola d’oro (Производство: Астра Чинематографика) 35 мм ш/э 10 мин
- 1958 — Рыбацкие лодки / Pescherecci (35 мм ш/э цвет 10 мин) Премия за артистичный документальный фильм. Монтевидео.1958.
- 1958 — Пастухи из Оргозоло / Pastori di Orgosolo (Производство: Ле Плейади Продуциони Чинематографике) 35 мм ш/э цвет 11 мин(Серебряная горечавка фестиваля «Читта ди Тренто»,1958).
- 1958 — День в Барбаджо / Un giorno in Barbagia (Производство: Ле Плейади Продуциони Чинематографике) 35 мм ш/э 10 мин(Премия за артистичный фильм. Бергамо,1958).
- 1959 — Забытые / I dimenticati(35 мм цвет 11 мин) Золотая лилия муниципалитета Флоренции. Фестиваль народов,1959.
- 1961 — Бандиты из Оргозоло / Banditi a Orgosolo(Авторы сценария: Вера Герардуччи, В.Де Сета; Художник: Элио Баллетти; Композитор: Валентино Букки; В ролях Микеле Коссу, Пеппедду Кукку, Витторина Пизано и сардинские пастухи) 35 мм ч/б 98 мин (Премии кинофестиваля в Венеции,1961: премия за первую работу, премия серебряный Св. Георгий, премия журнала «Чинема нуово», премия Итальянской федерации киноклубов. Золотой рододендрон кинафестиваля в Монтанье. Серебряная лента 1961 года за лучшую операторскую работу).
- 1966 — Человек наполовину / Un uomo a meta (Авторы сценария: Фабио Карпи, Вера Герардуччи, В.Де Сета; Оператор: Дарио Ди Пальма; Художник: Вера Герардуччи; Композитор: Эннио Морриконе; Монтажер: Фернанда Папа; В ролях: Жак Перрен, Леа Падовани, Илария Оккини, Джанни Гарко, Розмари Декстер, Пьер Паоло Каппони, Франческа Де Сета и др). 35 мм ч/б 93 мин.(Производство: Витторио Де Сета для Диар/Де Лаурентис). Премия кинофестиваля в Венеции, 1966: премия Жаку Перрену за лучшее исполнение мужской роли, премия журнала «Фильмокритика».
- 1969 — Гостья / Приглашенная / L’invitata (35 мм цвет 90 мин) Автор сценария: В.Де Сета (по сюжету Тонино Гуэрры и Люсиль Лак); Диалоги: Моник Ланж, Франц Андре Бурже; Оператор: Лучано Товоли; Художник: Пьер Гюффруа; Композитор: Жорж Гарваренц; Монтажеры: Эмма Ле Шануа, Джина Пинье, Алесандро Лена; В ролях: Джоанна Шимкус,Мишель Пикколи,Жак Перрен и другие (Производство: Кормонс Фильм, Опера Фильм. Париж).
- 1973 — Дневник учителя / Diario di un maestro (мини-сериал) (16 мм цвет 135 мин.киноверсия). Оператор: Л.Товоли; В ролях: Бруно Чирино, Мариза Фаббри, Мико Кундари и др. (Производство: РАИ Радиотелевизионе Итальяна, Бавария Фильм, Миро Фильм) Длительность телевизионной версии 270 мин.
- 1978 — КОГДА ШКОЛА ИЗМЕНЯЕТСЯ. (16 мм цвет 240 мин). Оператор: Л.Товоли (Производство: Лори Фильм для РАИ Радиотелевизионе Итальяна).
- 1980 — ВНОВЬ УВИДЕННАЯ СИЦИЛИЯ. (16 мм цвет 207 мин) Производство: РАИ Радиотелевизионе Итальяна, 2-й канал.
- 1980 — ГОНКОНГ,ГОРОД БЕЖЕНЦЕВ. (16 мм цвет 207 мин) Монтажер: Элизабетта Инноченци. (РАИ Радиотелевизионе Итальяна,2-й канал.
- 1983 — КАРНАВАЛ ДЛЯ ВЕНЕЦИИ. (16 мм цвет 56 мин). Монтажер: Элизабетта Инноченци.(Производство: Лори Фильм).
- 1993 — В Калабрии / In Calabria (16 мм цвет 83 мин). Производство: РАИ Уно, Чиркуито Чинкуистелле, Лори Фильм.
- 2006 — Письма из Сахары / Lettere dal Sahara(123 мин)
- 2008 — Права человека для всех / All Human Rights for All (коллективная работа, 100 мин.)

(Итальянский Институт культуры. Музей Кино."Витторио Де Сета Материалы к ретроспективе фильмов, декабрь 1996") Москва,Музей кино,1996